# My Secret Live: ANOTHER SIDE
My Secret Live: ANOTHER SIDE（風格化為 AIA Presents ANOTHER SIDE …… JOEY · MY SECRET · LIVE），是香港女歌手容祖兒第十四次正式主題演唱會，亦是其第二次於香港演藝學院舉辦以非派台歌曲（Side-track）為主的的個人售票演唱會，主辦機構為英皇娛樂，主題贊助為AIA友邦保險。

## 背景
2023年4月，容祖兒與澳門新濠影滙展開駐唱合作，於新濠影匯綜藝館舉辦8場個人演唱會，主題為「Eternity」，為亞洲首個拉斯維加斯模式的專場駐唱演出，並預告同年7月將再次於香港演藝學院舉辦個人演唱會，亦是自2019年「Pretty Crazy 容祖兒演唱會」以來首次在港舉辦的個人售票演出。2023年5月10日，容祖兒於社交網上載動態海報正式公佈演唱會名稱，背景音樂為收錄於2004年專輯《Give Love A Break》的非主打單曲〈煙霞〉的純音樂前奏。2023年5月11日，發佈演唱會正式海報、日期及售票安排。
|                    | 終於回來了，唔知大家有幾幾掛住我，但係我選擇咗用呢33晚嘅演出同大家分享我所有嘅心聲。有好多朋友問做咁多場有冇得休息？搞唔搞得掂㗎？我就話做自己最鍾意嘅事，係唔會辛苦㗎！況且呢個場地意味着最親密最好朋友最愛最好時光，上次有我最鍾意嘅萬家燈火，花海，大風吹，有我嘅屋企隻豆豆，有我好X你，有sidetrack大合唱，今次又係啲咩？我自己也期待，好吧！除了搶飛，也是時候諗吓想聽邊首滄海遺珠都嚟得切㗎！ |
| ——容祖兒 Instagram | |

## 製作
本次演唱會主辦機構為英皇娛樂，由2017年「JOEY · MY SECRET · LIVE」原班本土製作團隊打造，由香港演員、導演彭秀慧擔任演唱會導演，香港音樂人何秉舜擔任音樂總監。演唱會海報由曾為2017年「JOEY · MY SECRET · LIVE」設計海報的香港商業電台主持、藝人林海峰操刀設計。早前移居英國的香港音樂人、小提琴演奏家翁瑋盈亦於赴港參加第41屆香港電影金像獎頒獎典禮後，於 Instagram 限時動態透露自己即將再次歸港參與本次演唱會。2023年7月8日，容祖兒於社交媒體（Instagram、微博）宣布本次演唱會入場觀眾的建議著裝要求（dress code）：於每周星期二至星期日的场次分別著红色、橙色、黃色、綠色、藍色、紫色，不限具體衣物。

## 商業表現
闊別6年重踏香港演藝學院歌劇院，此次個唱共演出33場，當中7月13日為歌迷會專場，7月14日、8月3-4日為AIA專場，票價分為$1,180、$980、$680、$480，5月22至24日東亞銀行信用卡獨家優先訂票，5月29日起於快達票公開發售。公開發售門票於發售首日三小時內全數售罄。6月16日，容祖兒及主辦機構英皇娛樂宣佈加開8月23日一日限定慈善場，本場演唱會的部分收益及歌酬，將分別捐曾五間善慈機構：基督教香港信義會社會服務部、兒童癌病基金、母親的抉擇、香港心理衛生會及工業傷亡權益會。

## 場次
| 場次 | 日期          | 國家／地區 | 城市 | 場館               | 附註                                                           |
| ---- | ------------- | ---------- | ---- | ------------------ | -------------------------------------------------------------- |
| 1    | 2023年7月13日 | 香港       | 香港 | 香港演藝學院歌劇院 | JY6容祖兒國際歌迷會專場                                        |
| 2    | 2023年7月14日 | 香港       | 香港 | 香港演藝學院歌劇院 | AIA專場                                                        |
| 3    | 2023年7月15日 | 香港       | 香港 | 香港演藝學院歌劇院 | [ 13 ]                                                         |
| 4    | 2023年7月16日 | 香港       | 香港 | 香港演藝學院歌劇院 |                                                                |
| 5    | 2023年7月18日 | 香港       | 香港 | 香港演藝學院歌劇院 |                                                                |
| 6    | 2023年7月19日 | 香港       | 香港 | 香港演藝學院歌劇院 |                                                                |
| 7    | 2023年7月20日 | 香港       | 香港 | 香港演藝學院歌劇院 |                                                                |
| 8    | 2023年7月21日 | 香港       | 香港 | 香港演藝學院歌劇院 |                                                                |
| 9    | 2023年8月1日  | 香港       | 香港 | 香港演藝學院歌劇院 | 原定日期为2023年7月22日，因身體不適延期                        |
| 10   | 2023年8月2日  | 香港       | 香港 | 香港演藝學院歌劇院 | 原定日期为2023年7月23日，因身體不適延期                        |
| 11   | 2023年8月3日  | 香港       | 香港 | 香港演藝學院歌劇院 | AIA專場                                                        |
| 12   | 2023年8月4日  | 香港       | 香港 | 香港演藝學院歌劇院 | AIA專場                                                        |
| 13   | 2023年8月5日  | 香港       | 香港 | 香港演藝學院歌劇院 |                                                                |
| 14   | 2023年8月6日  | 香港       | 香港 | 香港演藝學院歌劇院 |                                                                |
| 15   | 2023年8月8日  | 香港       | 香港 | 香港演藝學院歌劇院 |                                                                |
| 16   | 2023年8月9日  | 香港       | 香港 | 香港演藝學院歌劇院 | [ 19 ] [ 20 ]                                                  |
| 17   | 2023年8月10日 | 香港       | 香港 | 香港演藝學院歌劇院 |                                                                |
| 18   | 2023年8月11日 | 香港       | 香港 | 香港演藝學院歌劇院 |                                                                |
| 19   | 2023年8月12日 | 香港       | 香港 | 香港演藝學院歌劇院 |                                                                |
| 20   | 2023年8月13日 | 香港       | 香港 | 香港演藝學院歌劇院 | [ 21 ]                                                         |
| 21   | 2023年8月14日 | 香港       | 香港 | 香港演藝學院歌劇院 | 原定日期为2023年7月28日，因身體不適延期                        |
| 22   | 2023年8月15日 | 香港       | 香港 | 香港演藝學院歌劇院 | [ 24 ]                                                         |
| 23   | 2023年8月16日 | 香港       | 香港 | 香港演藝學院歌劇院 | [ 25 ]                                                         |
| 24   | 2023年8月17日 | 香港       | 香港 | 香港演藝學院歌劇院 | [ 26 ]                                                         |
| 25   | 2023年8月18日 | 香港       | 香港 | 香港演藝學院歌劇院 |                                                                |
| 26   | 2023年8月19日 | 香港       | 香港 | 香港演藝學院歌劇院 |                                                                |
| 27   | 2023年8月20日 | 香港       | 香港 | 香港演藝學院歌劇院 |                                                                |
| 28   | 2023年8月21日 | 香港       | 香港 | 香港演藝學院歌劇院 | 原定日期为2023年7月29日，因身體不適延期                        |
| 29   | 2023年8月22日 | 香港       | 香港 | 香港演藝學院歌劇院 |                                                                |
| 30   | 2023年8月23日 | 香港       | 香港 | 香港演藝學院歌劇院 | 慈善場                                                         |
| 31   | 2023年8月24日 | 香港       | 香港 | 香港演藝學院歌劇院 | 原定日期为2023年7月25日，因身體不適延期                        |
| 32   | 2023年8月25日 | 香港       | 香港 | 香港演藝學院歌劇院 | 原定日期为2023年7月26日，因身體不適延期                        |
| 33   | 2023年8月26日 | 香港       | 香港 | 香港演藝學院歌劇院 | 原定日期为2023年7月27日，因身體不適延期                        |
| 34   | 2023年8月27日 | 香港       | 香港 | 香港演藝學院歌劇院 | 原定日期为2023年7月30日，因身體不適延期，開場時間為下午2時30分 |

## 表演曲目
以下列表僅代表2023年7月15日公售首場表演曲目，具體曲目在其他各場次可能出现變化。

| Act 1: First Side 1. 溶 2. 渴望晨曦的女孩 3. 一個人砌圖＋我杯茶（替換曲目） 4. 候鳥樹（替換曲目） Act 2: Both Sides 1. Interlude：28個我（介紹樂隊） 2. 敬請留步（替換曲目） 3. 我好得閒（替換曲目） 4. 13點 5. Honey!（替換曲目） Act 3: Love Side 1. Interlude：小日子 2. 煙花紀 3. 戀人未滿（替換曲目） 4. 圓謊（替換曲目） 5. 無人知道雙子座 | Act 4: Dark Side 1. 玩家（替換曲目） 2. 蜃樓 3. 飛（替換曲目） 4. 夢非夢 Act 5: Inside 1. Interlude：Just for You（Joey Hits Remix） 2. 男朋友與歌（替換曲目） 3. 東京人壽 Act 6: Hillside 1. 陪我長大（替換曲目） 2. 舊日回憶的山丘 3. 螢 4. Interlude：隆重登場 Act 7: Encore - B Side 1. Interlude：13點（致謝製作團隊） 2. 點歌環節 3. Another Side Medley A：心病 / 雙子情歌 / 身驕肉貴 / 心甘命抵 / 出賣 / 續集 / 連續劇（替換曲目） 4. 最好時光 |

替換曲目備註：
- Another Side Medley B：貪慕虛榮 / 損友 / 密友 / 分身術 / 爲你萬歲 / 一拍兩散（僅限於七月場次） / 早有預謀
- Another Side Medley C：最後勝利 / 呼天不應 / 愛怪物的你 / 貪嗔癡 / 麻煩你 / 借過 / 罪魁
- 2023年7月13日：未演唱：舊日回憶的山丘、螢；演唱：Another Side Medley A + B、Be True
- 2023年7月14日：未演唱：圓謊、Another Side Medley A；演唱：煙霞、Another Side Medley B
- 2023年7月16日：未演唱：圓謊；演唱：新貴、麻煩你
- 2023年7月19日：未演唱：候鳥樹、Honey!、圓謊、Another Side Medley A；演唱：Be True、澎湃、我也不想這樣、Another Side Medley B
- 2023年7月20日：未演唱：候鳥樹、我好得閒、Honey!、圓謊、Another Side Medley A；演唱：Be True、Lucky Star、澎湃、我也不想這樣、Another Side Medley B
- 2023年7月21日︰未演唱：候鳥樹、我好得閒、圓謊、陪我長大、Another Side Medley A；演唱：Be True、Lucky Star、我也不想這樣、你是我堅強的唯一理由、Another Side Medley B
- 2023年8月1日︰未演唱︰候鳥樹、敬請留步、我好得閒、圓謊、陪我長大；演唱︰Be True、心賊難防、Chihuahua、信今生愛過、你是我堅強的唯一理由
- 2023年8月2日︰未演唱︰我杯茶、候鳥樹、敬請留步、我好得閒、戀人未滿、圓謊、男朋友與歌、陪我長大、Another Side Medley A；演唱︰零時零分、Be True、心賊難防、Chihuahua、信今生愛過、明天見、你是我堅強的唯一理由、Another Side Medley B
- 2023年8月3日︰未演唱︰候鳥樹、敬請留步、戀人未滿、圓謊、飛、男朋友與歌、陪我長大、Another Side Medley A；演唱︰Be True、心賊難防、Chihuahua、不配、摩登時代、明天見、你是我堅強的唯一理由、Another Side Medley B
- 2023年8月4、6及9日︰未演唱︰候鳥樹、敬請留步、我好得閒、戀人未滿、圓謊、飛、男朋友與歌、陪我長大、Another Side Medley A；演唱︰Be True、心賊難防、Chihuahua、不配、摩登時代、明天見、你是我堅強的唯一理由、Another Side Medley B
- 2023年8月5日︰未演唱︰候鳥樹、敬請留步、我好得閒、圓謊、飛、男朋友與歌、陪我長大、Another Side Medley A；演唱︰Be True、心賊難防、Chihuahua、摩登時代、辛苦你了、一直看見天使、Another Side Medley B
- 2023年8月8日︰未演唱︰候鳥樹、敬請留步、我好得閒、戀人未滿、圓謊、飛、男朋友與歌、陪我長大、Another Side Medley A；演唱︰Be True、心賊難防、Chihuahua、不配、鏡子說、明天見、你是我堅強的唯一理由、Another Side Medley B
- 2023年8月10日︰未演唱︰候鳥樹、敬請留步、我好得閒、戀人未滿、圓謊、飛、陪我長大、Another Side Medley A；演唱︰Be True、心賊難防、Chihuahua、心甘命抵、摩登時代、你是我堅強的唯一理由、Another Side Medley B
- 2023年8月11日︰未演唱︰候鳥樹、敬請留步、我好得閒、戀人未滿、圓謊、飛、陪我長大；演唱︰Be True、心賊難防、Chihuahua、為你萬歲、摩登時代、你是我堅強的唯一理由
- 2023年8月12日︰未演唱︰候鳥樹、我好得閒、戀人未滿、圓謊、飛、陪我長大、Another Side Medley A；演唱︰Be True、Chihuahua、不配、摩登時代、你是我堅強的唯一理由、Another Side Medley C
- 2023年8月13日︰未演唱︰候鳥樹、敬請留步、我好得閒、戀人未滿、圓謊、飛、男朋友與歌、Another Side Medley A；演唱︰Be True、心賊難防、Chihuahua、不配、摩登時代、明天見、Another Side Medley C
- 2023年8月14日︰未演唱︰候鳥樹、敬請留步、我好得閒、戀人未滿、圓謊、飛、Another Side Medley A；演唱︰Be True、心賊難防、Chihuahua、不配、摩登時代、Another Side Medley C
- 2023年8月15日︰未演唱︰候鳥樹、敬請留步、我好得閒、戀人未滿、圓謊、飛、Another Side Medley A；演唱︰Be True、心賊難防、Chihuahua、時不與我、鏡子說、明天見、Another Side Medley B
- 2023年8月16日︰未演唱︰候鳥樹、敬請留步、我好得閒、戀人未滿、圓謊、男朋友與歌；演唱︰Be True、心賊難防、Chihuahua、煙霞、明天見
- 2023年8月17日︰未演唱︰候鳥樹、敬請留步、我好得閒、戀人未滿、圓謊、飛、男朋友與歌、Another Side Medley A；演唱︰Be True、心賊難防、Chihuahua、新貴、摩登時代、明天見、Another Side Medley B
- 2023年8月18日︰未演唱︰候鳥樹、敬請留步、我好得閒、戀人未滿、圓謊、男朋友與歌、Another Side Medley A；演唱︰Be True、心賊難防、Chihuahua、不配、明天見、Another Side Medley C
- 2023年8月19日︰未演唱︰候鳥樹、敬請留步、我好得閒、戀人未滿、圓謊、飛、男朋友與歌、Another Side Medley A；演唱︰Be True、心賊難防、Chihuahua、不配、摩登時代、明天見、Another Side Medley B
- 2023年8月20日︰未演唱︰候鳥樹、敬請留步、我好得閒、戀人未滿、圓謊、飛、男朋友與歌、Another Side Medley A；演唱︰Be True、心賊難防、Chihuahua、與貓共舞、摩登時代、明天見、Another Side Medley B
- 2023年8月21日︰未演唱︰候鳥樹、我好得閒、戀人未滿、圓謊、飛、男朋友與歌、Another Side Medley A；演唱︰Be True、Chihuahua、何苦、摩登時代、明天見、Another Side Medley C
- 2023年8月22日︰未演唱︰我好得閒、戀人未滿、圓謊、男朋友與歌、Another Side Medley A；演唱︰Be True、Chihuahua、撈針、明天見、Another Side Medley B
- 2023年8月23日︰未演唱︰Honey!、戀人未滿、圓謊、玩家、飛、男朋友與歌、陪我長大；演唱︰澎湃、時不與我、與蝶同眠、摩登時代、辛苦你了、你是我堅強的唯一理由
- 2023年8月24日︰未演唱︰敬請留步、我好得閒、戀人未滿、圓謊、飛、男朋友與歌、Another Side Medley A；演唱︰心賊難防、Chihuahua、我也不想這樣、摩登時代、明天見、Another Side Medley B
- 2023年8月25日︰未演唱︰候鳥樹、敬請留步、我好得閒、戀人未滿、圓謊、男朋友與歌、Another Side Medley A；演唱︰Be True、心賊難防、Chihuahua、天之驕女、明天見、Another Side Medley C
- 2023年8月26日︰未演唱︰候鳥樹、敬請留步、我好得閒、戀人未滿、圓謊、飛、男朋友與歌、Another Side Medley A；演唱︰Be True、心賊難防、Chihuahua、天之驕女、摩登時代、明天見、Another Side Medley C
- 2023年8月27日︰未演唱︰候鳥樹、敬請留步、戀人未滿、圓謊、飛、男朋友與歌、Another Side Medley A；演唱︰Be True、心賊難防、我也不想這樣、摩登時代、最後一課、辛苦你了、Another Side Medley C

點歌環節備註：
- 2023年7月13日：小天使、忘憂草、去火星戀愛
- 2023年7月14日：流淚眼望流淚眼、出賣
- 2023年7月15日：零時零分、去火星戀愛、不配、心賊難防
- 2023年7月16日：雙冠軍
- 2023年7月18日：心賊難防、16號愛人、信今生愛過
- 2023年7月19日：你是我堅強的唯一理由、愛一個上一課
- 2023年7月20日︰特別嘉賓
- 2023年7月21日︰就讓這大雨全都落下、他狠過你
- 2023年8月1日︰心之科學（兩句）、It Doesn't Matter
- 2023年8月2日︰我杯茶
- 2023年8月3日︰我好得閒、這就是愛嗎？
- 2023年8月4日︰雙冠軍
- 2023年8月5日︰堂堂男人、華麗邂逅
- 2023年8月6日︰獨照、去火星戀愛
- 2023年8月8日︰16號愛人、時不與我
- 2023年8月9日︰綠野仙踪
- 2023年8月10日︰黃色大門
- 2023年8月11日︰垂涎（兩句）、山口百惠
- 2023年8月12日︰歌姬
- 2023年8月13日︰16號愛人
- 2023年8月14日︰我的麻煩男友、心淡
- 2023年8月15日︰越唱越強、男朋友與歌
- 2023年8月16日︰流淚眼望流淚眼、鴛鴦襪
- 2023年8月17日︰與貓共舞
- 2023年8月18日︰流淚眼望流淚眼、赤地雪
- 2023年8月19日︰這分鐘更愛你
- 2023年8月20日︰你是我堅強的唯一理由
- 2023年8月21日︰我不要你
- 2023年8月22日︰候鳥樹、時不與我
- 2023年8月23日︰兩面、呼天不應
- 2023年8月24日︰心花怒放、世界真細小（兒歌版）、會很美（一句）
- 2023年8月25日︰卸妝、忘憂草
- 2023年8月26日︰如果睡袍太少布、床前無月光
- 2023年8月27日︰還未、搜神記、想得太遠、與蝶同眠

## 演唱會紀念品
「ANOTHER SIDE …… JOEY · MY SECRET · LIVE」容祖兒演唱會紀念品部分種類於「The Show Must Go On」紀念品專頁自2023年7月1日至3日優先預購，另於演唱會舉辦期間現場發售。
1. ANOTHER SIDE …… Vinyl (Limited Edition)，限量發售，每隻附獨立編碼
2. ANOTHER SIDE …… Cassette Charger 磁帶式外置充電器
3. ANOTHER SIDE …… AS Tee 黑色/白色
4. ANOTHER SIDE …… Vase Tee 黑色/白色
5. ANOTHER SIDE …… Silhouette Tee 黑色/白色
6. ANOTHER SIDE …… Neon Yellow Tee 黑色
7. ANOTHER SIDE …… Show Tee 黑色（僅現場發售）
8. ANOTHER SIDE …… Bucket Hat 漁夫帽 黑色
9. ANOTHER SIDE …… Tote Bag 手提袋（多種樣式）
10. ANOTHER SIDE …… Pouch 布袋 黑色
11. ANOTHER SIDE …… Pin Set 金屬扣針
12. ANOTHER SIDE …… Stationery Set 文件夾 + 墊板
13. ANOTHER SIDE …… A2 Poster Set 演唱會海報套裝
14. ANOTHER SIDE …… SIGG 0.6L Water Bottle 水樽（僅現場發售）
15. ANOTHER SIDE …… Notebook 筆記本（僅現場發售）
16. ANOTHER SIDE …… Tea Drip Bag 粉紅玫瑰花茶（僅現場及指定地點發售）
17. ANOTHER SIDE …… Candle 蠟燭（僅現場發售）
18. ANOTHER SIDE …… Perfume 香氛（僅現場發售）